# Judy (película de 2026)
Judy es una película de comedia dramática dirigida por Alejandro González Iñárritu, escrito por Nicolás Giacobone, Alexander Dinelaris Jr. y Sabina Berman y protagonizada por Tom Cruise, Sandra Hüller, John Goodman, Michael Stuhlbarg, Jesse Plemons, Riz Ahmed y Sophie Wilde

## Trama
Un hombre que se ve a sí mismo como el salvador del mundo intenta detener los catastróficos acontecimientos que él mismo puso en marcha. 

## Reparto
- Tom Cruise
- Sandra Hüller
- John Goodman
- Michael Stuhlbarg
- Jesse Plemons
- Sophie Wilde
- Riz Ahmed

## Producción
En febrero de 2024, se anunció que Alejandro González Iñárritu dirigiría su primera película en inglés desde El renacido (2015), en la que coescribió y coprodujo. Tom Cruise fue elegido para el papel protagonista, después de asistir a una reunión con Iñárritu, tras su asociación estratégica con Warner Bros. Pictures. Se anunció que Legendary Pictures produciría la película.
En agosto, Sandra Hüller, John Goodman, Michael Stuhlbarg, Jesse Plemons y Sophie Wilde se sumarían al reparto, con Riz Ahmed en negociaciones para unirse también.  El rodaje comenzó el 7 de noviembre de 2024 en el Reino Unido, con Emmanuel Lubezki como director de fotografía.

## Estreno
Judy Está previsto que sea estrenada en Estados Unidos el 2 de octubre de 2026.